# Крепець Леонід Петрович
Леоні́д Петро́вич Крепе́ць (1984—2014) — український військовик, солдат Збройних сил України, учасник Війни на сході України.

## Життєпис
Народився Леонід Крепець 13 березня 1984 року у селі Білокриниччя Шепетівського району Хмельницької області. Навчався у Білокриничанській школі, пізніше закінчив Полонське ПТУ. Після проходження строкової служби в Збройних силах України проживав у місті Володимирі-Волинському. З дружиною познайомився у її Журавичах під Луцьком. Побралися; створили родину. Виховували дітей.
10 квітня 2014 року був мобілізований до лав Збройних сил. Служив старшим водієм у 51-ї механізованій бригаді. Разом із іншими бійцями бригади брав участь у відсічі збройній агресії Росії.

## Обставини загибелі
25 серпня 2014 року 3-й батальйон бригади потрапив у оточення біля села Дзеркальне, Донецька обл. Тоді під ракетним та танковим вогнем проросійських бойовиків та російських військових загинули та потрапили в полон десятки воїнів 51-ї бригади. Зі слів побратимів Леоніда, що вижили після бою, він отримав смертельне поранення після розриву міни у цьому бою. Тіло бійця не було опізнано, і Леонід Крепець спочатку був похований як неопізнаний солдат у Дніпропетровську.
Тривалий час рахувався зниклим безвісти. Після проведення експертизи ДНК, яку взяли у його сина, аналіз зразків генетичного матеріалу збігся на 99,9 %. Зійшлися й дані ДНК, яку взяли у матері загиблого.
Похований у місті Дніпро на Краснопільському цвинтарі.
Удома у Леоніда Крепця залишились батько і мама Наталія; дружина Віра Аркадіївна, двоє синів дошкільного віку (Ярослав 2010 р.н. і Матвій 2013 р.н.).

## Вшанування пам'яті
- 9 вересня 2015 року Володимир-Волинська міська рада посмертно нагородила Леоніда Крепця почесною відзнакою «За заслуги перед містом Володимир-Волинський».
- Його портрет розміщений на меморіалі «Стіна пам'яті полеглих за Україну» у Києві: секція 3, ряд 10, місце 2
- Вшановується 25 серпня на щоденному ранковому церемоніалі вшанування українських захисників, які загинули цього дня у різні роки внаслідок російської збройної агресії[5]

## Нагороди
- Орден «За мужність» III ступеня — за особисту мужність та героїзм, виявлені у захисті державного суверенітету та територіальної цілісності України, вірність військовій присязі під час російсько-української війни, 5 жовтня 2015 року (посмертно)[6].